# تپه شاه‌آباد دهلق
تپه شاه آباد دهلق در شهرستان اراک، بخش مرکزی، دهستان مشهد میقان، روستای دهلق واقع شده و این اثر در تاریخ ۲۶ اسفند ۱۳۸۷ با شمارهٔ ثبت ۲۶۱۱۷ به‌عنوان یکی از آثار ملی ایران به ثبت رسیده است.